# William Jackson Hooker

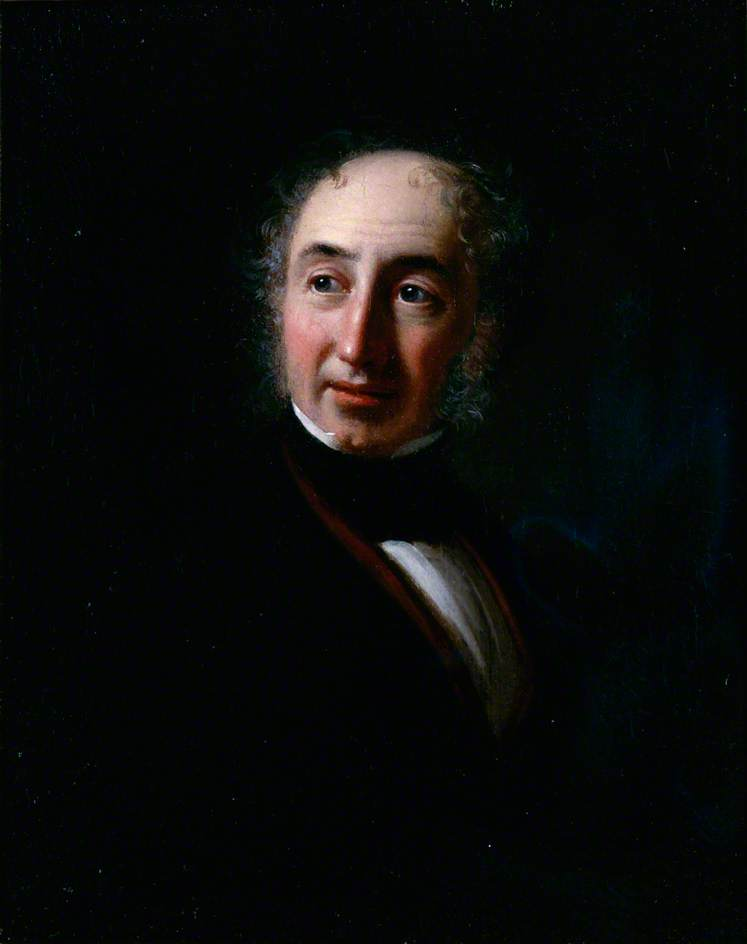
William Jackson Hooker, Gemälde von Spiridione Gambardella (ca. 1815–1886)

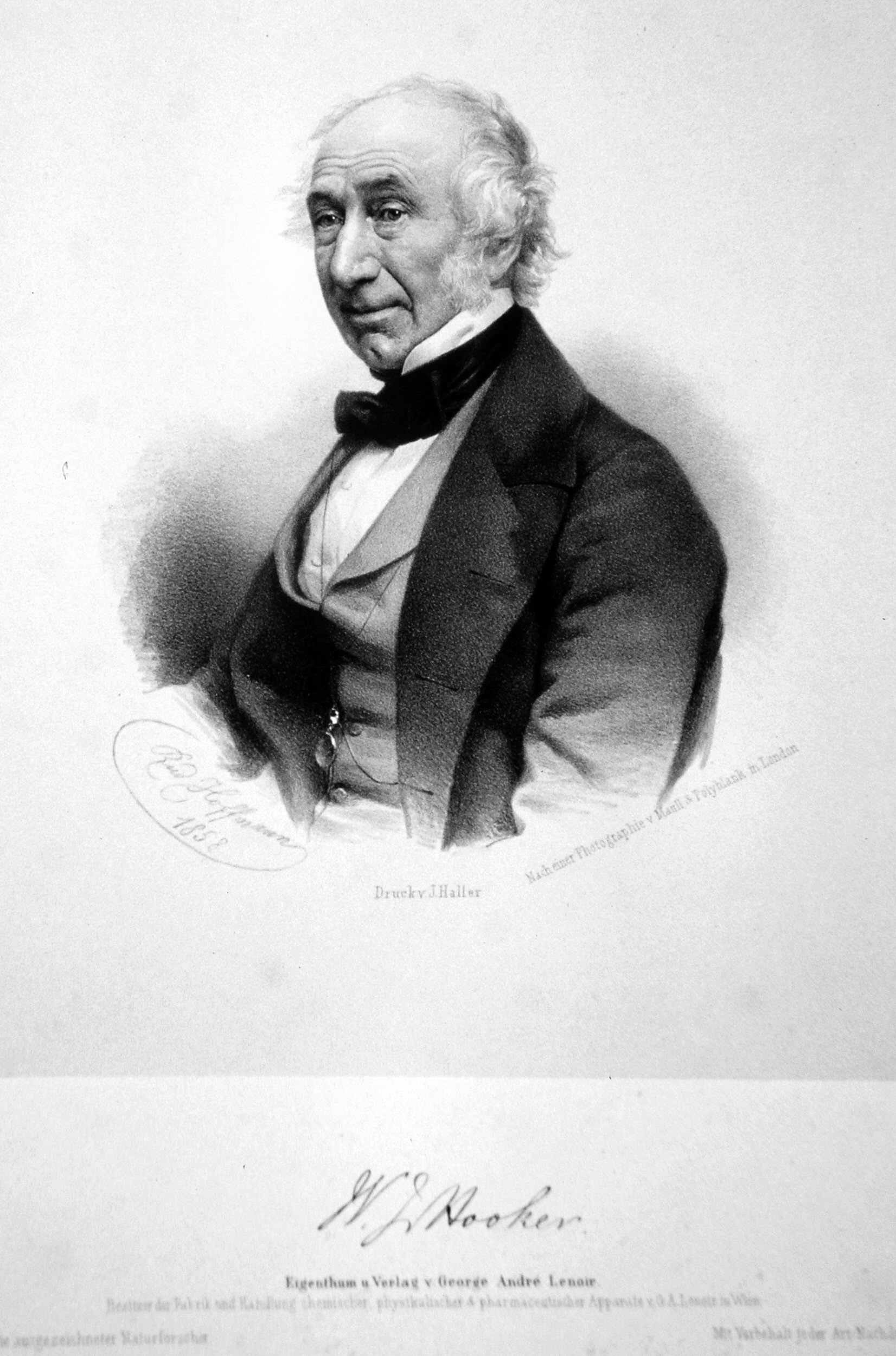
William Jackson Hooker, Lithographie von Rudolf Hoffmann, 1858

William Jackson Hooker (* 6. Juli 1785 in Norwich; † 12. August 1865 in Kew) war ein britischer Botaniker. Sein offizielles botanisches Autorenkürzel lautet „Hook.“
Hooker war Regius Professor für Botanik an der University of Glasgow und erster Direktor der Royal Botanic Gardens in Kew. Er war ein enger Freund von Joseph Banks, der ihn bei seinen Forschungsarbeiten unterstützte. Durch seine Arbeiten zu Blütenpflanzen, Farnen und Moosen zählt Hooker zu den bedeutendsten systematischen Botanikern seiner Zeit.

## Leben und Wirken
Hooker wurde in der Magdalen Street in Norwich als Sohn von Joseph Hooker (1754–1845) aus Exeter und seiner Frau Lydia Vincent (1759–1829), geboren. Joseph Hooker war Buchhalter der Tuchhändlerfamilie Baring in Norwich und handelte mit Kammgarn und Bombasin. Er gehörte der gleichen Familie an wie der Theologe Richard Hooker und widmete seine Freizeit dem Studium deutscher Literatur und der Aufzucht von wenig bekannten Pflanzen. Er besaß unter anderem eine Sukkulenten-Sammlung. Sein Sohn wurde zwischen 1792 und 1802/1803 an der Lateinschule von Norwich unterrichtet. Danach besuchte er Starston Hall, um Gutsverwaltung zu lernen. Sein Onkel zweiten Grades, der Brauer William Jackson (1757–1789) hatte ihm sein Vermögen vermacht, er konnte das Erbe 1806 mit 21 Jahren antreten. Durch dieses unabhängige Einkommen konnte Hooker reisen und Naturgeschichte studieren, wobei er sich besonders auf Vogel- und Insektenkunde spezialisierte. Schließlich beschränkte er, nach einer Empfehlung von James Edward Smith, sein Interesse auf Botanik. In den Jahren 1807/1808 bereiste er Schottland, die Hebriden und Orkney.
Hookers erste botanische Expedition führte ihn, auf Vorschlag von Joseph Banks, im Sommer 1809 nach Island. Jedoch zerstörte ein Feuer bei seiner Heimreise alle von ihm gesammelten Proben und Beschreibungen, dabei kam er selbst beinahe um. Hooker konnte aufgrund seines guten Gedächtnisses und der Notizen von Banks, der die Insel 1772 besucht hatte, dennoch einen Bericht über die Bewohner und die Flora Islands verfassen. Dieser wurde 1811 und 1813 veröffentlicht.
1814 musste Hooker seine Reise nach Ceylon mit Robert Brownrigg aufgrund der Kandy-Kriege aufgeben. Deshalb verbrachte er neun Monate in Frankreich, der Schweiz und Norditalien, mit botanischen Forschungen und Erkundungen. 
Am 12. Juni 1815 heiratete er Maria Dawson Turner (1797–1872), die älteste Tochter von Dawson Turner. Das Paar hatte die beiden Söhne William Dawson und Joseph Dalton sowie die drei Töchter Maria (1819–1889), Elizabeth (1820–1898) und Mary Harriette (1825–1841).
Nach dem Umzug der Familie nach Halesworth, Suffolk, widmete er sich der Erstellung seines Herbariums, welches unter Botanikern bald weltweit zu Ansehen gelangte. 1816 wurde seine erste wissenschaftliche Arbeit British Jungermanniae veröffentlicht. Danach folgte eine Neuausgabe von William Curtis’ Flora Londinensis (1817–1828), für die er Beschreibungen verfasste. Dazu zählte eine vollständige Beschreibung aller Moose Britanniens und Irlands, die er zusammen mit Thomas Taylor erstellt hatte.
1820 wurde Hooker Regius Professor der University of Glasgow, wo er bald aufgrund seines klaren Stils ein beliebter Dozent wurde. Im folgenden Jahr veröffentlichte er Flora Scotica. Auch arbeitete mit dem Glasgower Botaniker und Lithographen Thomas Hopkirk an der Gründung der Royal Botanic Institution of Glasgow.
Mit seiner Forderung an die britische Regierung, Botaniker zu Expeditionen zu berufen, war Hooker erfolgreich. Während seiner Arbeiten wurde auch das Herbarium immer umfassender und enthielt Pflanzen aus der ganzen Welt. 1836 wurde er in Hannover zum Ritter des Guelphen-Ordens sowie zum Knight Bachelor geschlagen und 1841 Direktor der Royal Botanic Gardens in Kew. Unter seiner Leitung wurde die Fläche der Gärten von vier auf 30 Hektar vergrößert und erhielt einen gesonderten Baumgarten von 1,1 km². Ebenso wurden zahlreiche Gewächshäuser errichtet und das Museum der Wirtschaftsbotanik eröffnet.

## Ehrungen
Am 9. Januar 1812 wurde Hooker als Mitglied („Fellow“) in die Royal Society gewählt. 1815 wurde er korrespondierendes Mitglied der Königlich Schwedischen Akademie der Wissenschaften, ab 1833 war er ausländisches Mitglied. Im Jahr 1818 wurde er zum Mitglied der Deutschen Akademie der Naturforscher Leopoldina gewählt. 1823 wurde er in die American Academy of Arts and Sciences gewählt. 1834 wurde er korrespondierendes Mitglied und 1855 Ehrenmitglied der Preußischen Akademie der Wissenschaften. Ab 1837 war er korrespondierendes Mitglied der Russischen Akademie der Wissenschaften in Sankt Petersburg. 1845 wurde er Ehrenmitglied („Honorary Fellow“) der Royal Society of Edinburgh. Im Dezember 1856 wurde er zum korrespondierenden Mitglied der Académie des sciences und 1859 zum auswärtigen Mitglied der Göttinger Akademie der Wissenschaften und zum Ehrenmitglied der Bayerischen Akademie der Wissenschaften ernannt. 1862 wurde er in die American Philosophical Society aufgenommen.
Die Pflanzengattungen Hookeria aus der Moos-Familie Hookeriaceae und Hookeriopsis (Besch.) A.Jaeger sowie ×Hookerara sind nach ihm benannt. Ebenso die Gattung Williamia Baill. aus der Familie der Wolfsmilchgewächse (Euphorbiaceae) ehrt William Jackson Hooker.
Zudem trägt das Kap Hooker von Low Island im Archipel der Südlichen Shetlandinseln in der Antarktis seinen Namen.

## Schriften (Auswahl)

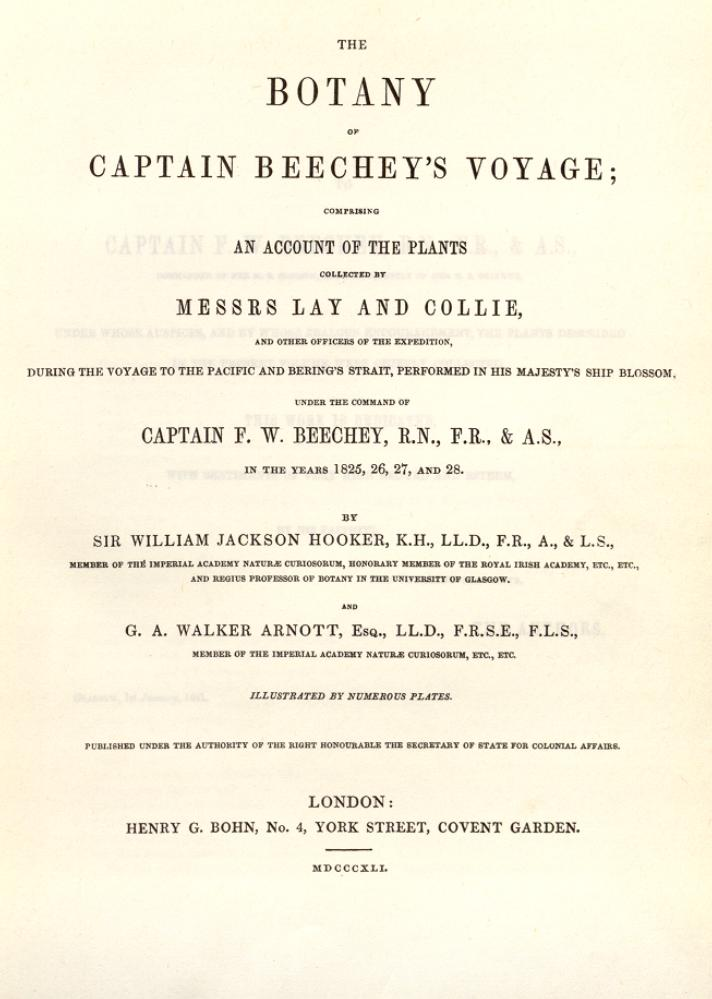
Titelblatt Botany of Beechey's Voyage to the Pacific and Behring's Straits (1841)

### Bücher
- Journal of a tour in Iceland in the summer of 1809. 1. Auflage, 2. Ausgabe. London 1811 (Digitalisat).
  - 2. Auflage. 2 Bände, London 1813 (Digitalisat).
- British Jungermanniae. 22 Teile, London 1812–1816 (Digitalisat).
- Plantae cryptogamicae. London 1816 (Digitalisat).
- Muscologia britannica. 1. Auflage. London 1818 (Digitalisat) – mit Thomas Taylor.
  - 2. Auflage. London 1827 (Digitalisat).
- Musci exotici. 2 Bände, London 1818–1820 (Digitalisat).
- Flora scotica. London 1821 (Digitalisat).
- Botanical illustrations. London / Glasgow 1822 (Digitalisat).
  - Neuausgabe: Glasgow 1837 (Digitalisat).
- Exotic flora. 3 Bände, Edinburgh 1823–1827 (Digitalisat).
- A catalogue of plants contained in the Royal Botanic Garden of Glasgow, in the year 1825. Alphabetically arranged. Accompanied by a plan of the garden. Glasgow 1825 (Digitalisat).
- Directions for collecting and preserving plants in foreign countries. Glasgow 1828.
- Botanical miscellany; containing figures and descriptions of such plants as recommend themselves by their novelty, rarety, or history, or by the uses to which they are applied in the arts, in medicine, and in domestic oeconomy; together with occasional botanical notices and information. 3 Bände, London 1830–1833 (Band 1, Band 2, Band 3).
- The British flora; comprising the phaenogamous, or flowering plants, and the ferns. London 1830 (Digitalisat).
  - 2. Auflage. London 1831 (Digitalisat).
  - 3. Auflage. London 1835 (Digitalisat).
  - 4. Auflage. London 1838 (Digitalisat).
  - 5. Auflage. London 1842 (Digitalisat).
  - 6. Auflage. London 1850 (Digitalisat).
  - 7. Auflage. London 1855 (Digitalisat).
  - 8. Auflage. London 1860 (Digitalisat).
- The botany of Captain Beechey’s Voyage. 10 Teile, London [1830–]1841 (Digitalisat) – zusammen mit George Arnott Walker Arnott.
- Icones filicum. 2 Bände, London [1827–]1831[–1832]. (Digitalisat) – zusammen mit Robert Kaye Greville.
- Supplement to the English Botany of the Late Sir J. E. Smith and Mr. Sowerby. 3 Bände, London 1831–1842 (Band 1, Band 2, Band 3).
- Flora boreali-americana. 2 Bände, London [1829–]1833–1840 (Digitalisat).
- Genera Fiticum. London [1838–]1842 (Digitalisat).
- Species filicum. 5 Bände, [1844–]1846–1864 (Digitalisat).
- Description of Victoria regia, or great water-lily of South America. London 1847 (Digitalisat).
- Niger Flora. London 1849 (Digitalisat).
- Victoria regia. London 1851 (Digitalisat).
- A century of ferns. London 1854 (Digitalisat).
- Museum of economic botany. London 1855 (Digitalisat).
- Filices exoticae. London [1857–]1859 (Digitalisat).
- A second century of ferns. London [1860–]1861 (Digitalisat).
- The British ferns. London 1861 (Digitalisat).
- Garden ferns. London 1862 (Digitalisat).
- Synopsis filicum. 10 Teile, London [1865–]1868 (Digitalisat) – vollendet durch John Gilbert Baker.
  - 2. Auflage. London 1874 (Digitalisat).
    - Neuausgabe: London 1883 (Digitalisat).

### Gartenführer
- Kew Gardens; Or, A Popular Guide to the Royal Botanic Gardens of Kew. – 21 Auflagen bis 1863.
  - 1. Auflage. London 1844
  -  ?. Auflage. London 1847 (Digitalisat).
  - 11. Auflage. London 1852 (Digitalisat).
  - 16. Auflage. London 1858 (Digitalisat).

### Sonstige
- In: Major William Gray, Staff Surgeon Dochard: Travels in Western Africa, in the Years 1818, 19, 20, and 21, from the River Gambia Through Woolli, Bondoo, Galam, Kasson, Kaarta, and Foolidoo, to the River Niger. London 1825, S. 386–396 (Digitalisat).
- Botanical Appendix. In: Appendix to Captain Parry’s journal of a second voyage for the discovery of a north-west passage from the Atlantic to the Pacific, performed in His Majesty’s ships Fury and Hecla in the years 1821–22–23. London 1825, S. 381–430 (Digitalisat)
- Botanical Appendix. In: Journal of a third voyage for the discovery of a northwest passage, from the Atlantic to the Pacific; performed in the years 1824–25, in His Majesty's ships Hecla and Fury, under the orders of Captain William E. Parry. Philadelphia 1826, S. 196–209 (Digitalisat).
- List of the ferns in the botanical collection made by Mr. Nightingale in the Pacific isles. In: Thomas Nightingale: Oceanic Sketches. London 1835, S. 127–132 (Digitalisat).
- List of plants collected by Mr. Richard King, during the progress the expedition. In: George Back: Narrative of the Arctic Land Expedition to the mouth of the Great Fish River, and along the shores of the Arctic Ocean in the years 1833, 1834, and 1835. London 1836, S. 523–531 (Digitalisat).
- Botany. In: John Herschel (Hrsg.): A manual of scientific enquiry; prepared for the use of Her Majesty’s Navy: and adapted for travellers in general. John Murray, London 1849, S. 400–422 (Digitalisat).
- On vegetable products, obtained without cultivation. In: Reports on the Paris Universal exhibition. Teil 3, London 1856, S. 1–180 (Digitalisat).

### Zeitschriftenbeiträge
- Musci Nepalenses; or Descriptions of several new Mosses from Nepal. In: Transactions of the Linnean Society of London. Band 9, Nr. 1, 1808, S. 307–322 (doi:10.1111/j.1096-3642.1818.tb00349.x, Digitalisat).
- Some Observations on the Genus Andraea; with Descriptions of four British Species. In: Transactions of the Linnean Society of London. Band 10, Nr. 2, 1811, S. 381–398 (doi:10.1111/j.1096-3642.1810.tb00029.x, Digitalisat).
- Some account of Tayloria splachnoides, a new moss allied to the genus Splachnum. In: Journal of Science and the Arts Band 2, Nr. 3, 1817, S. 144–147 (Digitalisat).
- Some Account of a Collection of Arctic Plants formed by Edward Sabine, Esq., F.R.S. and L.S., Captain in the Royal Artillery, during a Voyage in the Polar Seas in the Year 1823. In: Transactions of the Linnean Society of London. Band 14, Nr. 2, 1824, S. 360–394 (doi:10.1111/j.1095-8339.1823.tb00097.x, Digitalisat).
- Sketch of the Characters of the Species of Mosses, belonging to the Genera Orthotrichum, (including Schlotheimia, Micromitrion and Ulota,) Glyphomitrion, and Zygodon. In: Edinburgh journal of science. Band 1, 1824, S. 110–133 (Digitalisat) – mit Robert Kaye Greville.
- On the Genus Tortula, of the Order Musci. In: Edinburgh journal of science. Band 1, 1824, S. 287–302 (Digitalisat) – mit Robert Kaye Greville.
- On the Botany of America. In: Edinburgh journal of science. Band 2, 1825, S. 108–129 (Digitalisat).
- On the genus Hookeria of Smith of the order Musci. In: Edinburgh journal of science. Band 2, Nr. 2, 1825, S. 221–236 (Digitalisat) – mit Robert Kaye Greville.
- On the genus Calymperes of Swartz and Syrrhopodon of Schwaegrichen of the order musci. In: Edinburgh journal of science. Band 3, Nr. 2, 1825, S. 218–227 (Digitalisat) – mit Robert Kaye Greville.
- Additional Testimony respecting the Sea-Serpent of the American Seas. In: Edinburgh journal of science. Band 6, 1827, S. 126–133 (Digitalisat).
- Notes on the botany of HM Discovery Ships, Erebus and Terror in the Antarctic voyage; with some account of the Tussac grass of the Falkland Islands. In: The London journal of botany. Band 2, 1843, S. 247–329 (Digitalisat).

### Als Herausgeber
- The Botanical Magazine. Band 54–90, 1827–1865.
- The Journal of Botany. 4 Bände, 1834–1842 (Digitalisat).
- Companion to the Botanical Magazine. 2 Bände, London 1835–1836[–1837] (Digitalisat).
- Icones plantarum. 10 Bände, 1837–1854 (Digitalisat).
- The London Journal of Botany. 7 Bände, 1842–1848 (Digitalisat).
- Hooker’s journal of botany and Kew garden miscellany. 9 Bände, London 1849–1857 (Digitalisat).